# Tipo 92 Jyu-Sokosha
El Automóvil Blindado Pesado Tipo 92 (九二式重装甲車; Kyū-ni-shiki Jyū-sōkōsha, en japonés) fue la primera tanqueta producida en el Imperio del Japón. Diseñada por la Compañía Manufacturera de Automóviles Ishikawajima (hoy Isuzu Motors) para las unidades de caballería del Ejército Imperial Japonés, la Tipo 92 era empleada para reconocimiento y apoyo a la infantería. A pesar de ser un tanque ligero, fue llamada sōkōsha (automóvil blindado, en japonés) debido a la política administrativa del Ejército Imperial Japonés (los tanques eran controlados por la infantería, mientras que esta nueva arma era para la caballería).

## Historia y desarrollo
Después de la Primera Guerra Mundial, varios países europeos trataron de mecanizar sus unidades de caballería. Al enterarse de esta tendencia europea, la caballería japonesa también empezó a experimentar con una amplia variedad de automóviles blindados y éxito limitado. Los automóviles blindados sobre ruedas no eran aptos para la mayor parte de las operaciones en Manchuria, debido al pésimo estado de los caminos y a las severas condiciones climáticas durante el invierno. El Ejército Imperial Japonés (al igual que el Ejército Británico) se distinguía por continuar empleando caballos junto a los automóviles blindados.
Desde los inicios de la década de 1920, la Escuela de Caballería del Ejército Imperial Japonés con base en Chiba probó diversos tanques ligeros europeos, entre los cuales figuraron seis tanquetas Carden Loyd y varios Renault FT-17, para finalmente tomarse en 1929 la decisión de desarrollar un vehículo basado principalmente en el diseño Carden Loyd para subsanar las deficiencias de los automóviles blindados sobre ruedas.
El desarrollo de la Tipo 92 empezó con un automóvil anfibio híbrido, que tenía tanto ruedas como orugas y era capaz de ir en dirección opuesta en el agua y sobre la tierra. El experimento no fue totalmente exitoso y la caballería japonesa no quedó impresionada con su desempeño. Después de esto se desechó la idea de un automóvil anfibio, cambiándose el diseño a un vehículo sobre orugas para emplearse únicamente en tierra.
La producción fue iniciada en 1932 por la Compañía Manufacturera de Automóviles Ishikawajima. Su producción estuvo plagada de problemas técnicos y solamente se construyeron 167 unidades entre 1932 y 1939. Luego de algunos problemas iniciales con las orugas, la Tipo 92 demostró estar bien adaptada al terreno áspero y los malos caminos de Manchuria y China, además de alcanzar una velocidad de 40 km/h.
El primer vehículo desarrollado fue un anfibio, más tarde conocido como Tipo 92 AI-Go. con carrocería estanca, flotadores y hélices (solo se construyeron 2 unidades), el primer modelo de producción con solo dos bogies a cada lado, cada uno con dos pequeñas ruedas de rodaje con llantas de caucho. Este fue sobrepasado en producción por un modelo posterior con suspensión mejorada, tras descubrirse que la Tipo 92 solía perder sus orugas al girar a gran velocidad durante los combates.
El sistema en un principio adoptado para la producción presentó tres bogies en cada lado (12 ruedas en total) y tres rodillos de retorno. En las operaciones, se constató que esta configuración tenía la tendencia a salirse de las pistas durante los giros de alta velocidad, por lo que se revisó todo el sistema. El último desarrollo (que representaba la mayor parte de la producción) presentaba un tren de rodaje completamente nuevo con dos bogies, ruedas de carretera más grandes, y solo dos rodillos de retorno. 
La Tipo 92 fue eventualmente reemplazada por Tipo 94 Te-Ke durante la segunda guerra sino-japonesa, aunque tanto las fuentes británicas como las estadounidenses frecuentemente confunden estos dos modelos.

## Blindaje y armamento

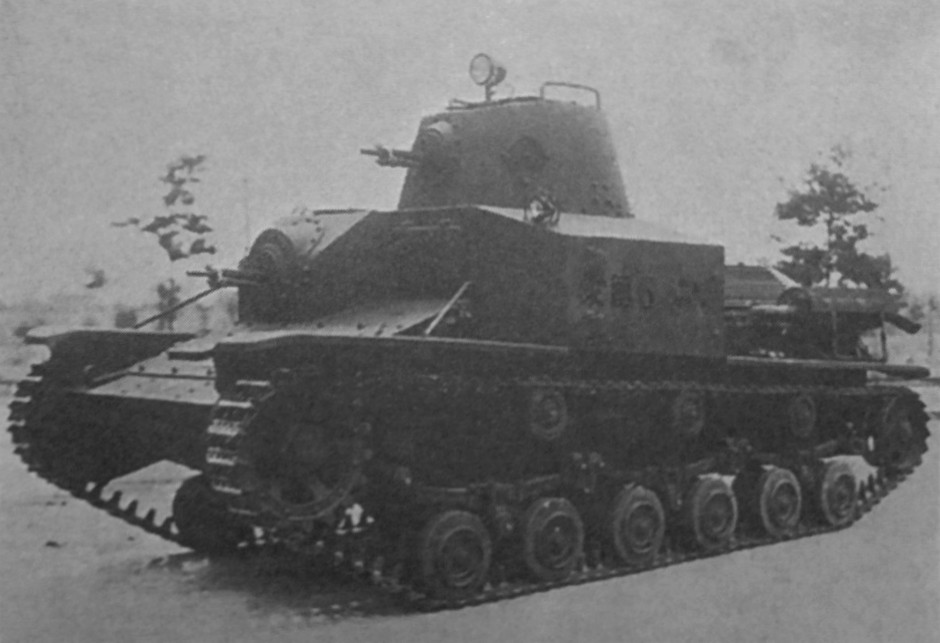
Una Tipo 92 con el armamento inicial y la primigenia suspensión de seis ruedas de rodaje y tres rodillos de retorno.

La Tipo 92 tenía blindaje remachado y soldado, con un espesor máximo de 6 mm en la carrocería y 12 mm en la torreta. El delgado blindaje le permitía mantener un peso de 3 toneladas; sin embargo, no era lo suficientemente grueso incluso para resistir disparos de fusil.
En lo que a armamento respecta, su principal arma era una ametralladora Tipo 93 calibre 13,2 mm (fabricada bajo licencia Hotchkiss), montada en la torreta accionada manualmente. El armamento secundario era una ametralladora Tipo 91 calibre 6,5 mm montada lateralmente en la carrocería, que fue reemplazada más tarde por una Tipo 97 calibre 7,70 mm.
A pesar de que su blindaje era delgado y su armamento era mucho más ligero que el de los modelos europeos contemporáneos, la Tipo 92 era capaz de alcanzar una velocidad de 40 km/h.

## Historial de combate
La tanqueta Tipo 92 sirvió principalmente con el Ejército Kwantung en Manchuria y con el Ejército Chosen en Corea.
Entre las importantes operaciones en donde participó la Tipo 92 figuran:
- Batalla de Harbin (1.ª Brigada de Caballería)
- Batalla de Rehe - (1.ª Compañía Especial de Tanques de la 8.ª División del Ejército Imperial Japonés)